# Llista de peixos del Solsonès
Aquesta llista de peixos del Solsonès s'ha elaborat emprant com a font el llibre Guixé Coromines, David. El medi natural del Solsonès.  Barcelona: Universitat de Barcelona, 2008. ISBN 9788474533138., pàgines 224 a 237.
Els paràmetres de la taula contenen els ítems següents:
- Nom: S'hi ha fet constar el nom comú de les espècies ordenats alfabèticament.
- Estatus de conservació: Els ítems possibles són: En perill crític | En perill | Vulnerable | Quasi amenaçada | Preocupació menor | Dades insuficients | No avaluada | No amenaçada |.
- Estat poblacional: Els ítems possibles són: Molt abundant | Abundant | Comuna | Escassa | Rara | Molt rara |.
- Tendència poblacional: Els ítems possibles són: En augment constant | En augment puntual | Estable | En regressió | En forta regressió |.

| Nom                                            | Estatus de conservació | Estat poblacional     | Tendència           | Detectada a |
| ---------------------------------------------- | ---------------------- | --------------------- | ------------------- | --- |
| Alburn                                         | No amenaçada           | Localitzada/Escassa   | En augment constant | Pantà de Sant Ponç                                                                                              |
| Bavosa de riu                                  | En perill              | Rara                  | En augment puntual  | Tram baix de la Ribera Salada                                                                                   |
| Bagra comuna                                   | Quasi amenaçada        | Localitzada           | En augment puntual  | Trams baixos del Cardener, Ribera Salada, Aigua d'Ora i riu Negre Cua del pantà de Sant Ponç Riera de Vallmanya |
| Barb comú                                      | Preocupació menor      | Comuna                | En augment puntual  | Trams baixos de la Ribera Salada Cardener (de Sant Ponç en avall)                                               |
| Barb cua-roig                                  | No amenaçada           | Rara                  | En augment puntual  | Ribera Salada menys al Riu Fred Cardener Aigua d'Ora Aigua de Valls                                             |
| Barb roig                                      | En perill              | Rara                  | Estable             | Tram baix de la Ribera Salada                                                                                   |
| Carpa                                          | No amenaçada           | Comuna/Localitzada    | En augment puntual  | Cardener (de Sant Ponç en avall)                                                                                |
| Carpí vermell                                  | Quasi amenaçada        | Abundant              | Estable             | Pantà de Sant Ponç Cardener Pantà de la Llosa del Cavall                                                        |
| Gardí                                          | No amenaçada           | Rara                  | En regressió        | Pantà de Sant Ponç                                                                                              |
| Gobi                                           | En perill              | Mot rara              | En regressió        | Tram baix de la Ribera Salada                                                                                   |
| Llop de riu                                    | En perill              | Molt rara             | En regressió        | Tram baix de la Ribera Salada                                                                                   |
| Luci                                           | No amenaçada           | Localitzada/Rara      | Estable             | Pantà de Sant Ponç                                                                                              |
| Luciperca                                      | No amenaçada           | Localitzada/Escassa   | Estable             | Pantà de Sant Ponç                                                                                              |
| Madrilla Arxivat 2016-03-03 a Wayback Machine. | Preocupació menor      | Abundant              | Estable             | Part mitjana de la Ribera Salada Part mitjana de l'Aigua d'Ora Cardener                                         |
| Peix gat                                       | No amenaçada           | Molt rara/Localitzada | Estable             | Pantans de Sant Ponç i Llosa del Cavall                                                                         |
| Peix sol                                       | No amenaçada           | Escassa               | Estable             | Pantà de Sant Ponç                                                                                              |
| Perca americana                                | No amenaçada           | Localitzada/Escassa   | Estable             | Pantà de Sant Ponç Bassa de l'Alsina (Brics) Bassa gran de Marmí (Castellar de la Ribera)                       |
| Tenca                                          | No amenaçada           | Rara                  | Estable             | Pantà de Sant Ponç Algunes basses de Brics                                                                      |
| Truita arc de Sant Martí                       | No amenaçada           | Localitzada/Rara      | En forta regressió  | Cardener (entre els dos pantans) Aigua d'Ora (entre la Valldora i Navès)                                        |
| Truita comuna                                  | Quasi amenaçada        | Comuna                | En regressió        | Ribera Salada Cardener Aigua d'Ora Aigua de Valls                                                               |